# Kōki Ishii (Politiker)
Kōki Ishii (jap. 石井 紘基, Ishii Kōki; * 6. November 1940 in Tokio; † 25. Oktober 2002 ebenda) war ein japanischer Politiker und Abgeordneter im Shūgiin, dem Unterhaus des nationalen Parlaments.
Ishii studierte an der Chūō-Universität, wo er sich in der studentischen Selbstverwaltung engagierte, dem Graduiertenkolleg der Waseda-Universität und an der Lomonossow-Universität und wurde später Sekretär von Satsuki Eda, dem Sohn des Ex-Sozialisten Saburō Eda. 1978 beteiligte er sich mit Eda, Naoto Kan und anderen an der Gründung des Shakaiminshu Rengō („Sozialdemokratischer Bund“, SDF). 1992 wurde er Mitglied der Nihon Shintō (JNP), für die er bei der Shūgiin-Wahl 1993 – der letzten nach altem Wahlrecht in Mehrmandatswahlkreisen – im viermandatigen Wahlkreis Tokio 3 antrat. Mit 23,6 % der Stimmen erzielte er den höchsten Stimmenanteil. Für das Kabinett Hata wurde er 1994 parlamentarischer Staatssekretär in der „Behörde für allgemeine Angelegenheiten“. Nach dem Zusammenbruch der Anti-LDP-Koalition 1994 beteiligte er sich nicht an der Gründung der Shinshintō (NFP), sondern schloss sich zunächst dem Jiyū Rengō („Liberale Liga“, LL) an, den er 1995 zeitweise als Parteivorsitzender führte. Später wechselte er zur Shintō Sakigake (NPH) und 1996 zur neugegründeten Minshutō (DPJ). Nach der Wahlrechtsreform kandidierte er 1996 im neuen Einmandatswahlkreis Tokio 6, wo er zwar Tetsundo Iwakuni (NFP) und Takao Ochi (LDP) unterlag, aber ein Mandat bei der neu eingeführten Verhältniswahl im Block Tokio. 2000 gewann er das Wahlkreismandat. 2002 wurde er in Setagaya von einem Rechtsradikalen erstochen. Seinen Wahlkreis gewann bei der resultierenden Nachwahl Yōko Komiyama (DPJ).
| Personendaten    | Personendaten                            |
| ---------------- | ---------------------------------------- |
| NAME             | Ishii, Kōki                              |
| ALTERNATIVNAMEN  | 石井紘基 (japanisch)                     |
| KURZBESCHREIBUNG | japanischer Politiker                    |
| GEBURTSDATUM     | 6. November 1940                         |
| GEBURTSORT       | Setagaya, Tokio (Stadt), Präfektur Tokio |
| STERBEDATUM      | 25. Oktober 2002                         |
| STERBEORT        | Setagaya, Präfektur Tokio                |